# タイソン・コール
タイソン・コール（Tyson Cole, 1970年9月3日 - ）は、アメリカ合衆国の料理人。テキサス州の日本料理店で寿司などの和食を学び、日本料理をベースとしたフュージョン料理で人気を集めている。シェフとして多くの料理賞を獲得するほか、テキサス州に3軒のレストランを持ち、ディレクター兼チーフ・シェフを務めている。

## 来歴
1970年、フロリダ州サラソータ郡生まれ。テキサス州オースティン市の和食店「キョート」で皿洗いとして働いていたとき、日本人の寿司職人たちの手さばきに魅せられ、店に頼みこんで調理を習い始める。1992年から3年半同店で修業したのち、1996年に同じ市内の寿司店「ムサシノ」へ移り、寿司職人である日本人店主から本格的な和食の技術を習う。この間に日本語も習得。
同店で6年半修業したのち、アメリカ人の好みに合わせた創作和食を出すレストラン「Uchi」を2003年に開店。店名は日本語の家を表す「うち」から取った。修業で覚えた日本の調味料や生魚など、和の食材や調理技法に、果物やチーズなどを合わせた新鮮な料理でたちまち地元の人気レストランの仲間入りをした。2005年に『Food and Wine』誌の「ベスト・ニュー・シェフ」に選ばれたことで、その評判は一気に全米に知れ渡り、人気料理番組の「アイアンシェフ」などにも登場。2010年には、支店「Uchiko」を開店。2013年にザガットのアメリカ国内のトップレストランの一軒に選ばれた。